# Пунийцы

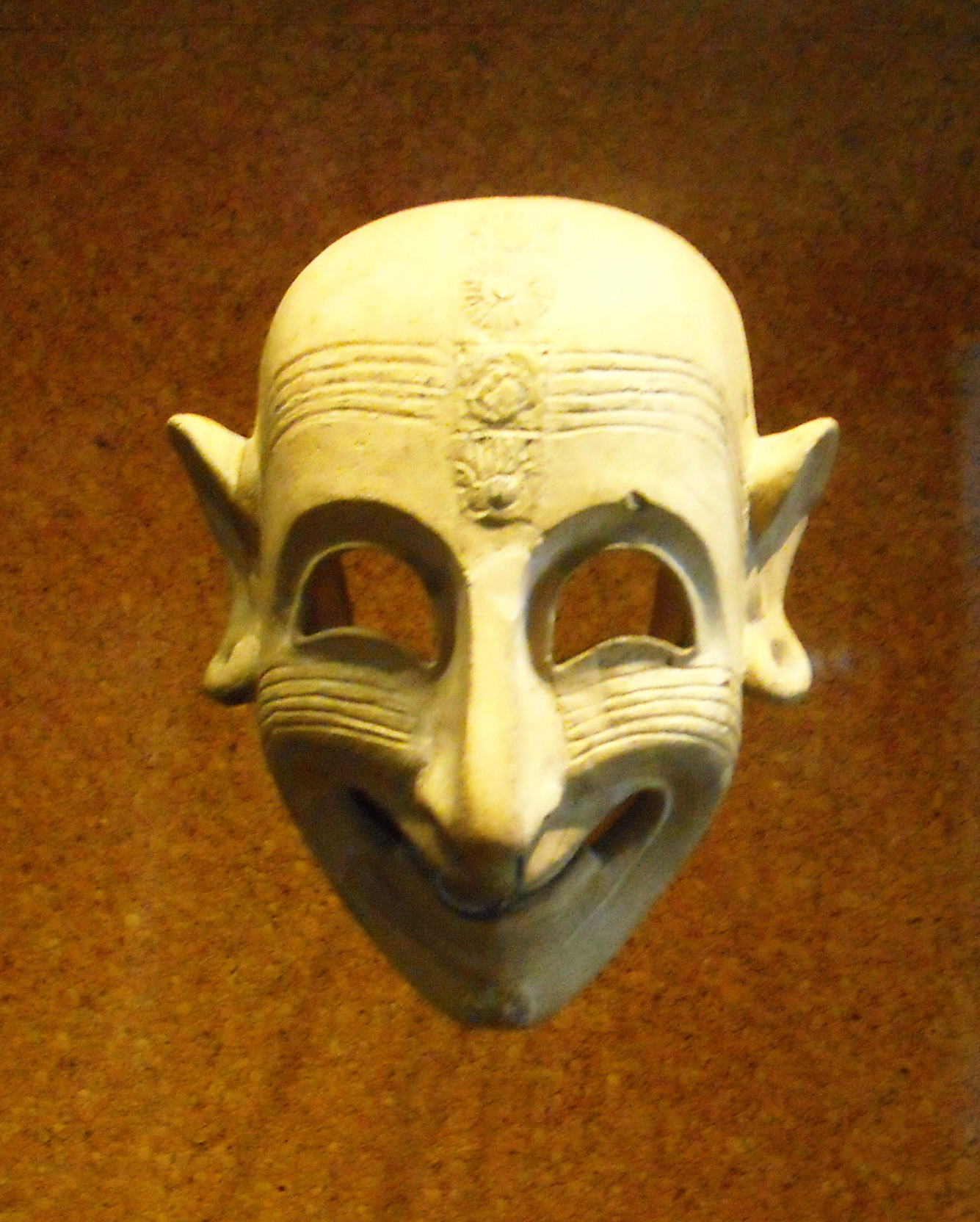
Сардо-пуническая маска, показывающая сардоническую ухмылку

Пунийцы (пуны, лат. Poeni; карфагеняне, западные финикийцы) — часть финикийского народа переселившихся в Северную Африку в XII—VII вв. до н. э. и основавших там колонии Утика, Карфаген, Лептис-Магна и другие.
Они включали в себя в основном жителей древнего Карфагена (современный Тунис), а также тех финикийских колонистов, которые признавали карфагенское лидерство в других частях Северной Африки, западной Сицилии, южной Сардинии, Мальты, Ивисы и южной Испании. Их язык — пунический — был диалектом финикийского.
В Западном Средиземноморье первые финикийцы поселились в XII веке до н. э., связав его сетью торговых путей с Тиром и Сидоном в Финикии. Хотя связи с Финикией сохранялись на протяжении всей их истории, пунийцы также развили тесные отношения с другими народами Западного Средиземноморья и развили особые культурные черты, отличные от своей древней финикийской родины. Некоторые из них были общими для всех западных финикийцев, в то время как другие были ограничены отдельными регионами в пределах пунической сферы.
В 560-е годы до н. э. царская власть в Тире была ликвидирована. Все финикийские колонии попали в зависимость от Карфагенской империи.
Западные финикийцы были организованы во множество самоуправляющихся городов-государств. Карфаген стал самым крупным и могущественным из этих городов-государств к V веку до нашей эры и получил всё более тесный контроль над пунической Сицилией и Сардинией в IV веке до нашей эры, но другие общины оставались вне их контроля. В ходе Пунических войн (264–146 годы до н. э.) римляне бросили вызов карфагенской гегемонии в Западном Средиземноморье, кульминацией которой стало разрушение Карфагена в 146 году до н. э., но пунический язык и пуническая культура сохранились под римским владычеством, дожив в некоторых местах до поздней античности.

## Терминология
Термин «пунийцы» используется в науке для обозначения западных финикийцев (формы «пуники» и «пуны» в настоящее время считаются устаревшими). Термин «пунийцы» происходит от латинских poenus и punicus, которые использовались в основном для обозначения карфагенян и других западных финикийцев. Эти термины произошли от древнегреческого слова Φοῖνιξ (феникс), множественной формы Φοίνικες (фениксы), которое использовалось без разбора для обозначения как западных, так и восточных финикийцев. Латынь позже заимствовала греческий термин, форма множественного числа «фениксы», также у римлян использовался без разбора.
Свидетельства из Сицилии показывают, что некоторые западные финикийцы заимствовали термин «феникс», но неясно, использовался ли он как самоназвание. Отрывок из текста Аврелия Августина часто интерпретировался как указание на то, что они называли себя «хананеями» (люди из Ханаана), но некоторые утверждают, что это неверное толкование.
В современной науке термин «пунийцы» используется исключительно для обозначения финикийцев в западном Средиземноморье. Конкретные пунические группы часто упоминаются через дефис, например «сицило-пунийцы» или «сардино-пунийцы». Эта практика имеет древние корни: эллинистические греческие авторы иногда называли пунических жителей Северной Африки (Ливии) «ливи-финикийцами».

## Обзор

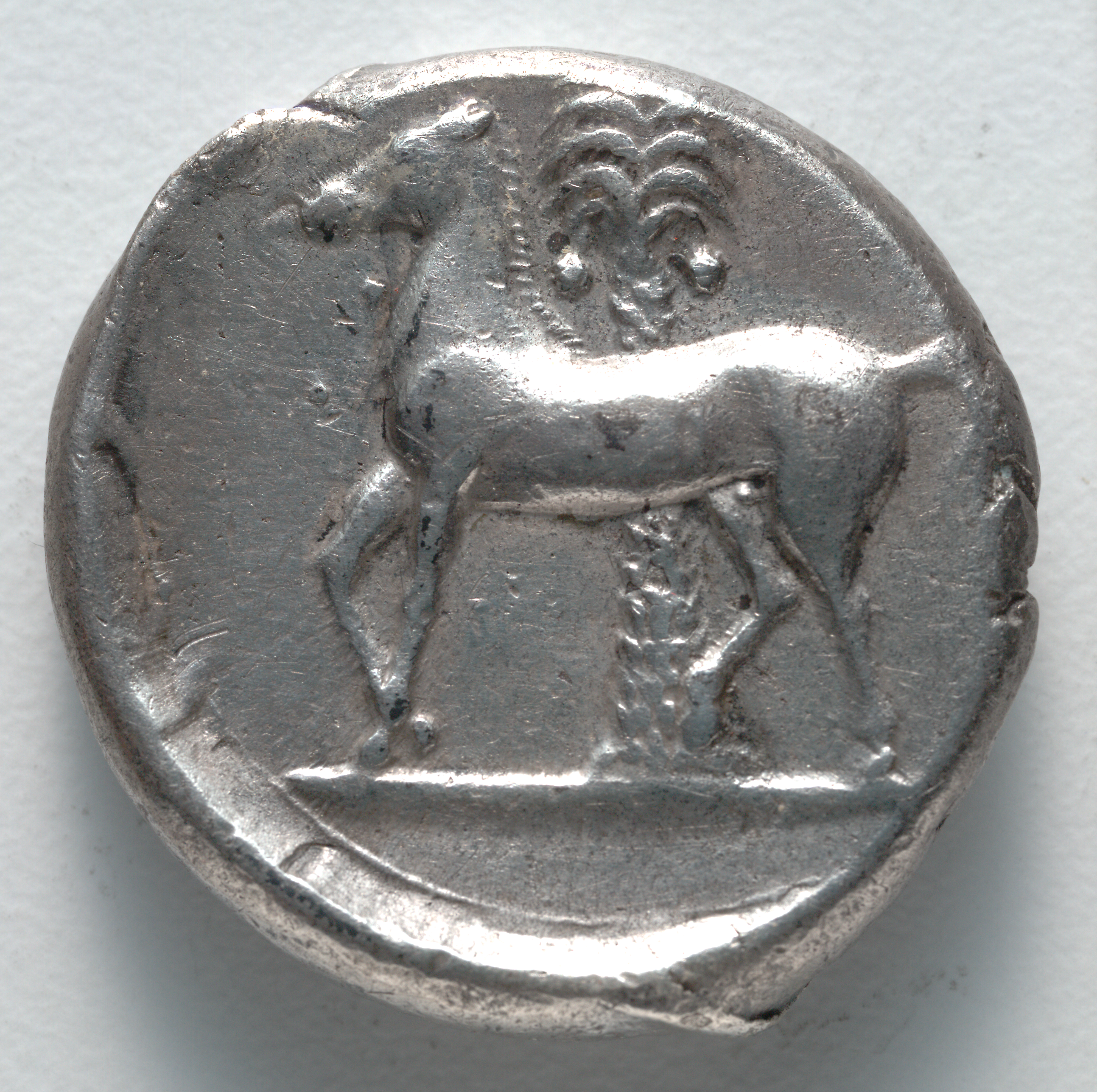
Карфагенская монета с Сицилии, изображающая лошадь перед пальмой (по-гречески феникс), IV век до нашей эры

Как и у других финикийцев, их урбанизированная культура и экономика были тесно связаны с морем. За рубежом они установили контроль над некоторыми прибрежными районами берберской Северо-Западной Африки на территории нынешних Туниса и Ливии, а также над Сардинией, Сицилией, Ивисой, Мальтой и другими небольшими островами западного Средиземноморья. На Сардинии и Сицилии они имели прочные экономические и политические связи с туземцами в глубине островов. Их военно-морское присутствие и торговля простирались по всему Средиземноморью и за его пределами, до Иберии, Британских островов, Канарских островов.
Технические достижения пунийцев из Карфагена включают разработку неокрашенного стекла и использование озёрного известняка для улучшения чистоты железа.
Большая часть пунической культуры была уничтожена в результате Пунических войн, которые велись между Римом и Карфагеном с 264 по 146 год до н. э., но следы языка, религии и технологий всё ещё можно было найти в Африке во время ранней христианизации, с 325 по 650 годы нашей эры. После Пунических войн римляне использовали термин «пунический» как прилагательное, означающее «коварный».

## Расселение

### Тунис
Тунис был одним из районов, заселённых во время первой волны финикийской экспансии на запад, а основание Утики и Гиппона произошло примерно в конце двенадцатого века. В последующие века были основаны новые финикийские поселения, в том числе Бизерта и Гадрумет.
Основание Карфагена на месте современного Туниса датируется концом IX века до нашей эры по греческим литературным источникам и археологическим свидетельствам. Литературные источники приписывают основание группе тирских беженцев во главе с царевной Дидо и в сопровождении киприотов. Археологически новый фундамент характеризуется сосредоточением религиозного культа на богах Танит и Баал Хаммон, развитием новой религиозной структуры, тофета, и заметной степенью космополитизма.
Карфаген получил прямой контроль над полуостровом Эт-Тиб, управляя карьером песчаника в Эль-Хауарии с середины седьмого века и основав город Керкуан в начале шестого века. Регион был очень плодородным и позволял Карфагену быть экономически самодостаточным. Керкуан был тщательно раскопан и представляет собой самый известный пример пунического города из Северной Африки.
Пунический контроль был также распространён на ливийцев в глубине страны. Пуническое влияние на внутренние регионы наблюдается с начала VI века, особенно в Альтибуросе, где в это время появляются пунические строительные технологии и глиняная посуда из красного стекла. Вооруженные конфликты с ливийцами впервые засвидетельствованы в начале пятого века, а несколько восстаний засвидетельствованы в четвертом веке до н.э.(398, 370-е годы, 310–307 годы до н. э.). В конце четвёртого века Аристотель сообщает, что карфагеняне справлялись с местным недовольством, переселяя бедных граждан в города Ливии. Эти поселения должны были платить налоги и представлять военную и рабочую силу, когда это требовалось, но оставались самоуправляющимися. Существуют некоторые ономастические свидетельства смешанных браков между пунийцами и ливийцами в четвёртом и третьем веках до нашей эры.

### Сардино-пунийцы

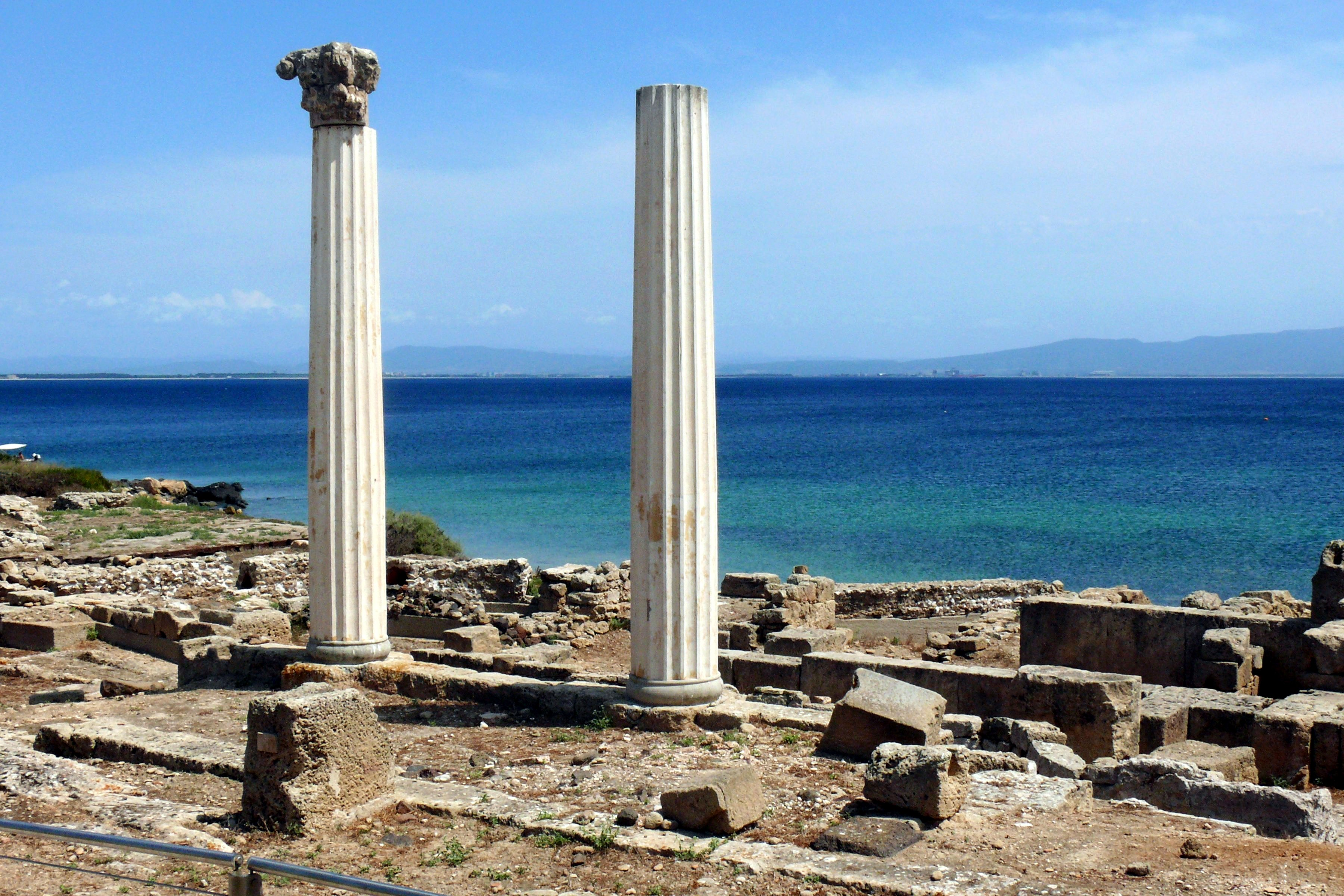
Руины пунического, а затем римского города Таррос

Начиная с VIII века до нашей эры финикийцы основали несколько городов и крепостей в стратегических точках на юге и западе Сардинии, часто на полуостровах или островах вблизи устьев рек, легко защищаемых и естественных гаванях, таких как Таррос, Бития, Сульчи, Нора и Каралис. На северо-восточном побережье и в глубине острова по-прежнему доминировала коренная нурагическая цивилизация, чьи отношения с сардино-пуническими городами были неоднозначными, включая как торговые, так и военные конфликты. Смешанные браки и культурное смешение происходили в больших масштабах. Жители сардино-пунических городов представляли собой смесь финикийского и нурагического происхождения, причём последние составляли большинство населения. Сардиния занимала особое положение, поскольку находилась в центре западного Средиземноморья между Карфагеном, Испанией, рекой Роной и областью этрусской цивилизации. Район добычи полезных ископаемых Иглесиенте был важен для металлов свинца и цинка.
Остров попал под карфагенский контроль около 510 года до нашей эры, после чего первая попытка завоевания в 540 году до нашей эры закончилась неудачей. Они расширили своё влияние на западное и южное побережье от Бозы до Каралиса, укрепив существующие финикийские поселения, управляемые полномочными представителями, называемыми суффетами, и основав новые, такие как Ольбия, Кизил и Неаполис; Таррос, вероятно, был главным центром. Карфаген поощрял выращивание зерновых и злаковых культур и запрещал плодовые деревья. Таррос, Нора, Бития, Монте-Сираи и др. в настоящее время это важные археологические памятники, где можно изучать пуническую архитектуру и городское планирование.
В 238 году до нашей эры, после Первой Пунической войны, римляне захватили весь остров, включив его в провинцию Корсика и Сардиния под руководством претора. Существующие структуры власти, инфраструктура и урбанизированная культура оставались в значительной степени неизменными. В 216 году до нашей эры два сардино-пунических знатных человека из Кизила и Тарроса, Хампсикора и Ганнон, возглавили восстание против римлян. Пуническая культура оставалась сильной в течение первых веков римского господства, но со временем гражданские элиты переняли римские культурные практики, и латынь стала сначала языком престижа, а затем речью большинства жителей.

### Ивиса
Остров Ивиса получил своё название от финик. 𐤀𐤁𐤔𐤌, ʾbšm, «Посвященный бес». (лат. Ebusus). Город, финикийское поселение Са Калета, которое было раскопано, был основан в середине седьмого века до нашей эры. Диодор датирует это основание 654 годом до нашей эры и приписывает его карфагенянам.

## История

### 814–146 годы до н. э.
Пуническая религия была основана на религии их финикийских предков, которые поклонялись Баал-Хаммону и Мелькарту, но слили финикийские верования с нумидийскими и некоторыми греческими и египетскими божествами, такими как Аполлон, Танит и Дионис, причём Баал-Хаммон явно был самым важным пуническим божеством. Пуническая культура стала плавильным котлом, так как Карфаген был крупным торговым портом, но карфагеняне сохранили некоторые из своих старых культурных традиций и обычаев.
Карфагеняне провели значительные морские исследования вокруг Африки и в других местах со своей базы в Карфагене. В V веке до нашей эры Ганнон Мореплаватель сыграл значительную роль в исследовании прибрежных районов современного Марокко и других частей африканского побережья, в частности, отметив культурные аспекты коренных народов. Карфагеняне продвинулись на запад в Атлантику и основали важные поселения Ликсус, Волюбилис, Шелла, Могадор и много других мест.
Будучи торговыми конкурентами Великой Греции, карфагеняне имели несколько столкновений с греками из-за острова Сицилия в Сицилийских войнах с 600 по 265 год до нашей эры.
В конце концов они также сражались с Римом в Пунических войнах 265–146 годы до н. э., но проиграли, потому что были ограничены в численности и талантливых командиров, имели ошибочную стратегию во время вторжения Ганнибала в Италию и недооценили силу своего флота, особенно в первой Пунической войне. Они потерпели сокрушительное поражение от Сципиона в Африке в 202 году до нашей эры. Это позволило римлянам заселить Африку и в конечном итоге господствовать на Средиземном море. Катон Старший лихо заканчивал все свои речи, независимо от их темы фразой Praeterea censeo Carthaginem esse delendam, означающей: «более того, я заявляю, что Карфаген должен быть разрушен!». Хотя карфагеняне были в конечном итоге завоёваны в 146 году до нашей эры, а их главный город разрушен, Катон так и не увидел это событие, так как умер за три года до этого.

### 146 год до н. э. – 700 год н. э.
Разрушение Карфагена не было концом карфагенян. После войн город Карфаген был полностью разрушен, а земли вокруг него были превращены в сельскохозяйственные угодья для римских граждан. Однако в северо-западной Африке были и другие пунические города, и сам Карфаген был восстановлен около 46 года до нашей эры Юлием Цезарем, и поселения в окрестностях были предоставлены солдатам, вышедшим в отставку из римской армии. Карфаген снова процветал и даже стал торговым городом номер два в Римской империи, пока Константинополь не сменил его. Хотя этот район был частично романизирован и часть населения приняла римскую религию (объединив её с некоторыми аспектами своих верований и обычаев), язык и этническая принадлежность сохранялись в течение долгого времени.
Люди пунического происхождения снова процветали как торговцы, купцы и даже политики Римской империи. К примеру император Септимий Север был гордым пуником, говорил по-латыни с сильным пуническим акцентом. При его правлении карфагеняне поднялись до элиты, а их божества вошли в их имперский культ.
По мере распространения христианства в Римской империи оно особенно успешно развивалось в северо-западной Африке, и Карфаген стал христианским городом ещё до того, как христианство стало законным. Святой Августин, родившийся в Тагасте (современный Алжир), считал себя пунийцем и оставил в своих работах некоторые важные размышления о пунической культурной истории. Один из его наиболее известных отрывков гласит: «замечательно, что пунические христиане называют само крещение не чем иным, как спасением, а таинство тела Христова не чем иным, как жизнью».
Последние остатки особой пунической культуры, вероятно, исчезли где-то в хаосе во время падения Западной Римской империи. Демографические и культурные особенности региона были полностью изменены такими бурными событиями, как войны вандалов с римлянами, последовавшие за ними насильственные перемещения и гибель населения, гвоздём чего стали мусульманские завоевания в VII веке нашей эры.